# Mistrovství Slovenska 1940-1941
La Mistrovství Slovenska 1940-1941 vide la vittoria finale dello Slovan Bratislava.

## Classifica finale
|    | Classifica           | G  | V  | N | P  | GF | GS | Pti |
| -- | -------------------- | -- | -- | - | -- | -- | -- | --- |
| 1  | Slovan Bratislava    | 22 | 14 | 4 | 4  | 90 | 33 | 32  |
| 2  | FC Vrútky            | 22 | 13 | 5 | 4  | 48 | 36 | 31  |
| 3  | AC Považská Bystrica | 22 | 11 | 4 | 7  | 48 | 34 | 26  |
| 4  | Tatran Prešov        | 22 | 10 | 4 | 8  | 50 | 52 | 24  |
| 5  | Ružomberok           | 22 | 10 | 3 | 9  | 46 | 46 | 23  |
| 6  | Spartak Trnava       | 22 | 7  | 7 | 8  | 49 | 52 | 21  |
| 7  | TTS Trenčín          | 22 | 8  | 4 | 10 | 44 | 50 | 20  |
| 8  | Žilina               | 22 | 7  | 5 | 10 | 42 | 49 | 19  |
| 9  | VAS Bratislava       | 22 | 8  | 2 | 12 | 36 | 51 | 18  |
| 10 | Spišská Nová Ves     | 22 | 6  | 6 | 10 | 36 | 55 | 18  |
| 11 | ZTK Zvolen           | 22 | 7  | 3 | 12 | 51 | 59 | 17  |
| 12 | DSK Bratislava       | 22 | 6  | 3 | 13 | 35 | 58 | 15  |

## Verdetti
- Slovan Bratislava Campione di Slovacchia 1940-1941.
- ZTK Zvolen e DSK Bratislav Retrocessi.